# Województwo kaliskie (Królestwo Polskie)

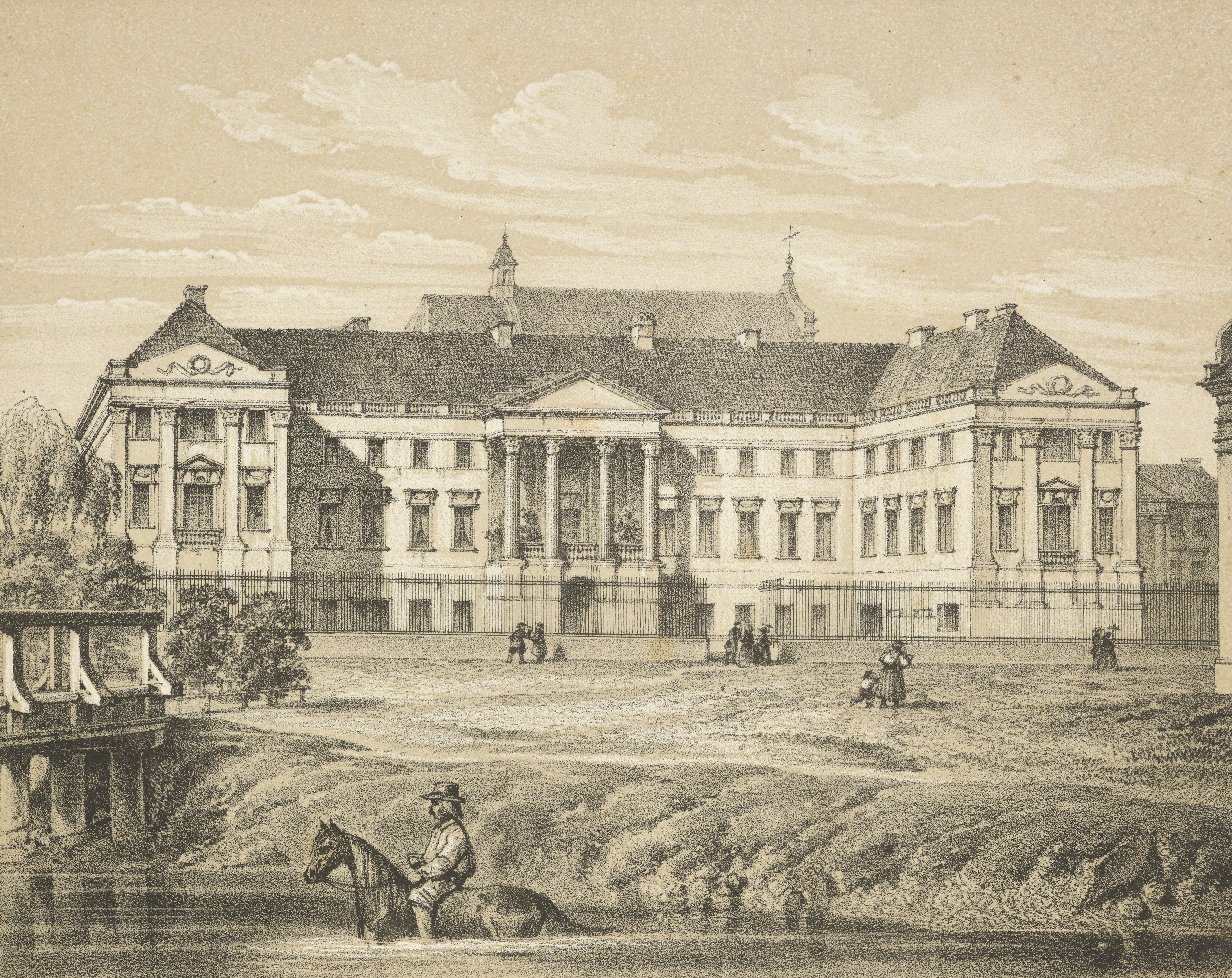
Pałac Komisji Wojewódzkiej Kaliskiej w Kaliszu, 1823–1824 (1858)

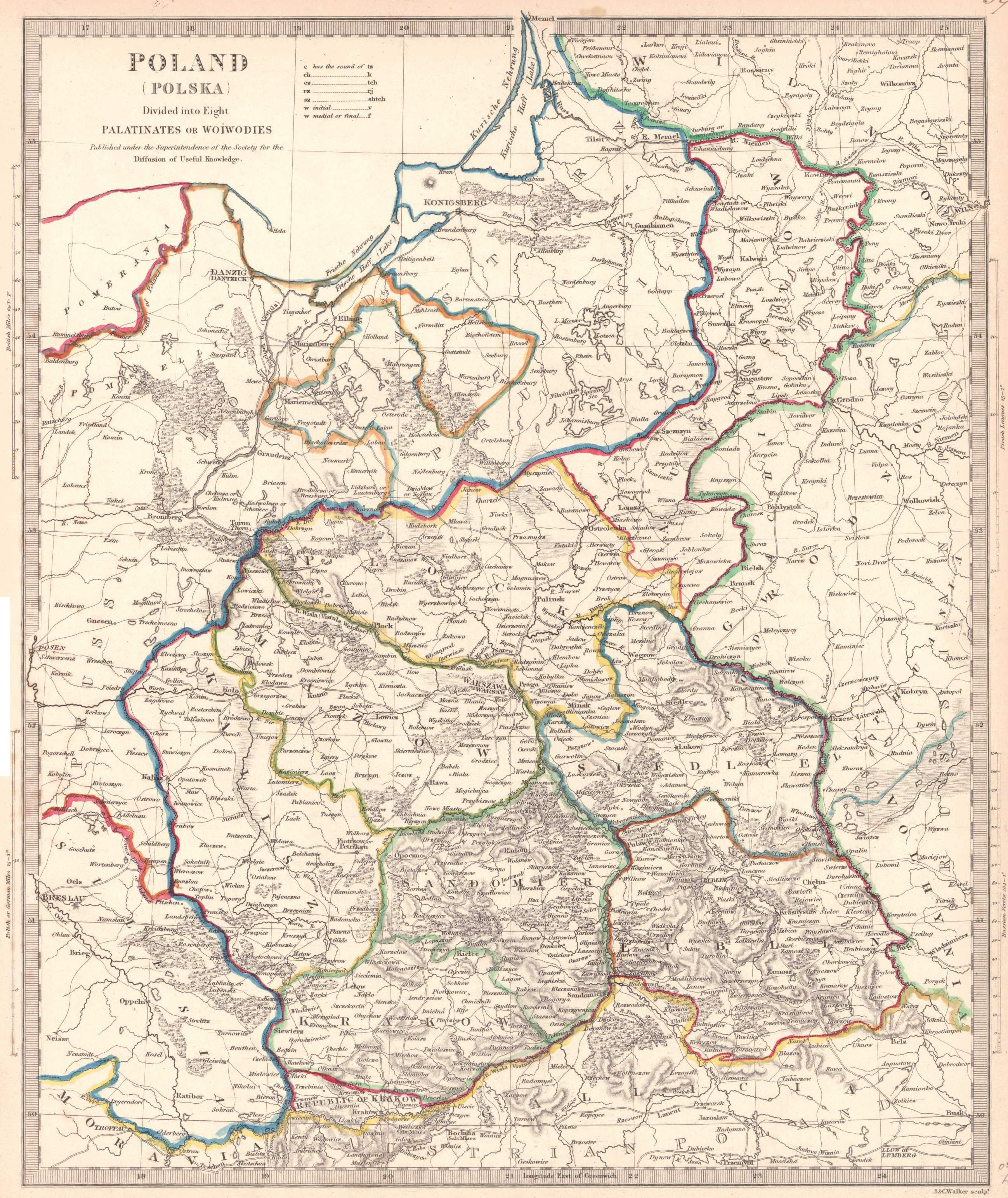
Królestwo Polskie, mapa, Londyn 1831

Województwo kaliskie – województwo Królestwa Polskiego istniejące w latach 1816–1837 (i 1863) ze stolicą w Kaliszu; ukazem Mikołaja I Romanowa z 23 lutego/7 marca 1837 województwo kaliskie zostało przemianowane na gubernię kaliską.
Województwo dzieliło się na 5 obwodów i 11 powiatów:
- obwód kaliski
  - powiat kaliski
  - powiat warciański (wówczas wartski)
- obwód koniński
  - powiat koniński – utworzony z dotychczasowego powiatu konińskiego oraz skrawka powiatu powidzkiego (Kazimierz Biskupi)
  - powiat pyzdrski – utworzony z części powiatów pyzdrskiego (Pyzdry, Kleczew, Ślesin i Słupca) i powidzkiego (Skulsk i Wilczyn), które nie weszły w skład Wielkiego Księstwa Poznańskiego[4]
- obwód sieradzki
  - powiat sieradzki
  - powiat szadkowski
- obwód wieluński
  - powiat częstochowski
  - powiat ostrzeszowski – wschodnia część powiatu ostrzeszowskiego Księstwa Warszawskiego z Bolesławcem i Wieruszowem, położona na prawym brzegu Prosny[5]
  - powiat wieluński
- obwód piotrkowski
  - powiat piotrkowski
  - powiat radomszczański (wówczas radomski)

W czasie powstania styczniowego (1863–1864) Rząd Narodowy dnia 28 marca 1863 ogłosił Regulamin władz administracyjnych w byłym Królestwie Kongresowym. Według regulaminu zniesiono podział administracyjny na gubernie, a zamiast tego Królestwo Polskie podzielono na osiem województw w granicach z 1816. Na części terenów guberni warszawskiej przywrócono województwo kaliskie w granicach z 1816.